# Guild Wars: Factions
Guild Wars: Factions es un videojuego de rol de acción de la serie Guild Wars, desarrollado por Arenanet y se lanzó el 28 de abril de 2006 a nivel mundial.
Tras los sucesos de Guild Wars: Prophecies, el continente Cantha requiere de nuevos héroes para servir al Imperio Dragón contra la epidemia de apestados que esta convirtiendo a sus ciudadanos canthianos en seres malignos demoniacos. En este juegos se añaden dos nuevas profesiones, el asesino y ritualista, adicionalmente se añaden nuevas habilidades propias que son exclusivas en Factions que complementan las ya existentes en Prophecies. Los héroes creados en Factions comenzarán su aventura en el monasterio de Shing Jea que serán guiados por el Maestro Togo, donde serán testigos de aparición de la epidemia traída por Shiro el Traidor. Mientras tanto, los héroes creados en Prophecies son invitados para ayudar contra la epidemia y apoyar al Maestro Togo a combatir los planes malévolos de Shiro Tagashi. En la aventura, los personajes conocerán la corrupción burocrática del Imperio del Dragón, la batalla de pandillas urbanas, el rencor de los Tengu y la lucha de naciones vasallas de Luxons contra Kurzicks, donde el jugador debe unir ambas naciones contra Shiro Tagashi. 

## Argumento

### Preludio
Hace 200 años, el emperador de Cantha fue asesinado por su guardaespaldas Shiro Tagashi durante la ceremonia de la cosecha, entonces, las naciones vasallas Luxon y Kurzick deciden tomar venganza por el asesinato de su emperador. Cuando Shiro está a punto de ser ejecutado, suelta un aliento de odio conocido como el "Viento de Jade" que petrifica el bosque en piedra y convierte el mar en jade, cuyos lugares vivían pacíficamente los Luxons y Kurzicks. Desde ese acontecimiento trágico, los Kurzicks y Luxons están enemistados, peleándose entre sí. Tras ese hecho, los pocos sobrevivientes Kurzick comienzan a poblar el bosque petrificado donde tallan sus palacios, catedrales y casas en lo que antes eran árboles. Mientras tanto, los Luxon dejaron ser navegantes de barco, ahora se desplazan en enormes tortugas y caracoles y se dedican a la extracción del jade en el mar.
Tras la muerte de Shiro Tagashi, Cantha experimenta una tensión entre los habitantes de Cantha y los humanoides Tengu, se desata una guerra.

## Profesiones
Los jugadores que sólo tengan el Factions, no solo podrán jugar con las profesiones nuevas que trae esa segunda entrega: El Ritualista y el Asesino, sino también con las seis ya presentes en Prophecies. Los que tengan otras campañas y hayan unido sus contenidos, podrán escoger las nuevas o antiguas pero con nuevos diseños.

### Asesino
El Asesino se oculta entre las sombras y ataca como una víbora cuando el enemigo menos se lo espera, desde la nada y desde todas partes al mismo tiempo. Los Asesinos dominan su arma predilecta, las dagas, y son expertos asestando golpes letales que infligen terribles heridas. 
El Asesino se entrena para encadenar sus ataques de un modo eficaz, de modo que sus rivales no tengan posibilidad de devolver los golpes. Han perfeccionado la capacidad de moverse como sombras. Solo visten armaduras ligeras, pues prefieren evitar el daño no estando en el lugar en que golpea su enemigo. Entre sus habilidades mágicas están también los maleficios, que reducen las defensas enemigas. Muchos golpes del asesino deben ir precedidos por uno anterior, estos suelen tener una mayor eficacia, o mayor efecto.

### Ritualista
Los Ritualistas canalizan energías sobrenaturales para convocar aliados de la nada y emplean rituales místicos para atar a estos espíritus y someterlos a su voluntad. Se cubren los ojos para comulgar mejor con los espíritus que les proporcionan poder y protección, tanto a ellos como a sus camaradas. 
La energía que canalizan alimenta las habilidades que hacen más letales las armas de los aliados y devastan la salud de los enemigos. El Ritualista también puede usar los restos de los muertos para defender a los vivos. No lo hace reanimando cadáveres como un Nigromante, sino mediante el uso ritual de urnas y cenizas. Mientras que el Guardabosques vive en comunión con el mundo espiritual, el Ritualista ansía ser su amo.
Atributos:
- Engendramiento (único): Por cada rango de engendramiento las criaturas que crees (o animes) tendrán 4% más de salud, algunas habilidades de Ritualista sobre todo las relacionadas con espíritus, son más efectivas con un mayor nivel de Engendramiento.
- Comunión: No tiene efectos inherentes. Muchas de las habilidades de Ritualista sobre todo las relacionadas con invocar espíritus serán más efectivas con un nivel superior de Comunión.
- Magia de restauración: No tiene efectos inherentes. Muchas de las habilidades de Ritualista sobre todo las relacionadas con curar, robar vida y defenderse serán más efectivas con un nivel superior de Magia de restauración.
- Magia de canalización: No tiene efectos inherentes. Muchas de las habilidades de Ritualista sobre todo las relacionadas con hacer daño de relámpago y gestionar energía serán más efectivas con un nivel superior de Magia de canalización.

- Datos: Q2167809